# Thomas Schuster
Thomas Clifford Schuster (ur. 14 lutego 1937 w Ba, zm. 5 stycznia 1990) – fidżyjski bokser, olimpijczyk.
Wystąpił na Letnich Igrzyskach Olimpijskich 1956 w wadze lekkopółśredniej (do 63,5 kg). W pojedynku 1/16 finału poniósł porażkę z Niemcem Willim Rothem.